# Ixodes berlesei
Ixodes berlesei är en fästingart som beskrevs av J. Birula 1895. Ixodes berlesei ingår i släktet Ixodes och familjen hårda fästingar. Inga underarter finns listade i Catalogue of Life.